# Kluntarna (Luleå)
Kluntarna is een Zweeds eiland behorende tot de Lule-archipel. Het eiland bestaat uit twee gedeelten, het vroegere Kluntarna en het daaraan vastgegroeide Kråkskär (het noorden). Kluntarna is al eeuwenlang semipermanent bewoond. Het bood onderdak aan seizoenswerkers, vissers en jagers op zeehonden. Het hoogste punt is 27 meter.
Kluntarna bestaat uit rotsplaten met hier en daar middelgrote morenen. Door het terugtrekkende ijs na de laatste ijstijd, kwamen de stenen en rotsen bloot te liggen. Daarbij kwam dat er postglaciale opheffing plaatsvond, waardoor het geheel uiteindelijk boven de zeespiegel kwam te liggen. Op de rotsen van het westen van Kråkskäret zijn nog sporen te zien van ijs en andere materialen die geulen in het steen hebben geslepen.
Archeologische vondsten zoals diverse steenlabyrinten, ruïnes en voorwerpen dateren uit de 14e of 15e eeuw. Nabij deze plaatsen zijn fundamenten gevonden, die erop wijzen dat er bewoning heeft plaatsgevonden. Het is verboden om maar iets te verplaatsen. Door de eerdergenoemde verheffing van het land werd de oude haven te moeilijk bereikbaar en heeft men de haven moeten verplaatsen van het noorden naar het zuiden.
Kluntarna maakt deel uit van het Natuurreservaat Kluntarna dat in 1997 is ingesteld. Kluntarna heeft geen wegennet, alles moet lopend, dan wel met de ski vervoerd worden. 's Zomers is het eiland te bereiken met de eigen boot of met een boot vertrekkend vanuit Luleå; ’s winters is het voor iedereen bereikbaar; de omliggende Botnische Golf is zodanig bevroren dat er met auto’s of sneeuwscooters op gereden kan worden. Er zijn overnachtingshuisjes op het eiland, maar men is wel verplicht het geheel inclusief hoeveelheid houtblokken achter te laten zoals men het aangetroffen heeft. De meeste voorzieningen kunnen bereikt worden via de Grote Baai (Storviken) in het noordwesten van het eiland.